# I viaggi di Gulliver (serie animata)
I viaggi di Gulliver (Saban Gulliver's Travels) è una serie televisiva animata, basata sul romanzo I viaggi di Gulliver di Jonathan Swift. La proprietà della serie è passata alla Disney nel 2001, quando la Disney ha acquisito Fox Kids Worldwide, che include anche Saban Entertainment. La serie non è disponibile su Disney+.

## Personaggi
- Gulliver
- Rafael
- Folia
- Fosla
- Dr. Flim
- Bolgolam
- Re dI Lilliput
- Snorkle